# Попрад

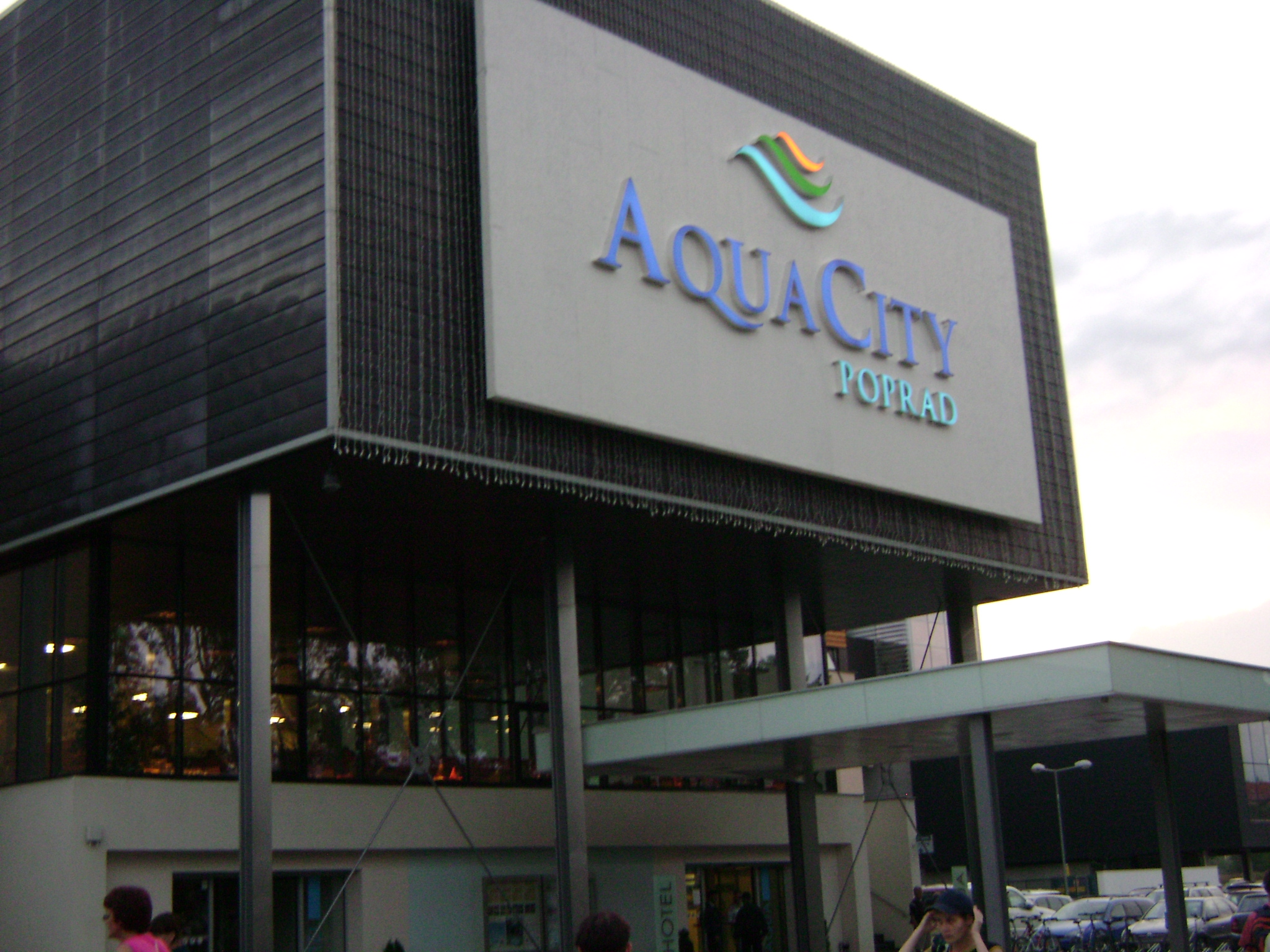
«aquapark AquaCity Poprad»

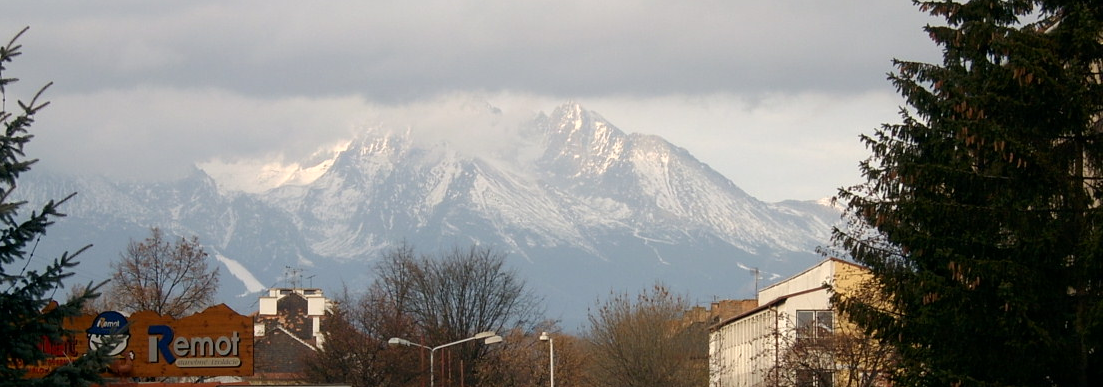
Високі Татри

Попрад (pronunciationⓘ; словац. Poprad, угор. Poprád, нім. Deutschendorf) — місто на півночі Словаччини.

## Географія
Розташоване на висоті 672 м над рівнем моря біля підніжжя Високих Татр над однойменною річкою. Протікають річка Поточки; Гаґанський потік; Ґановський потік і Гозельський потік.

## Історія
Вперше згадується в 1250 р.

## Культура
- Підтатранський музей з цінними археологічними знахідками із недалекого села Гановце
- Татранська галерея
- Міжнародний фестиваль гірського фільму (словац. Medzinárodný festival horských filmov)
- Попрадська культурна зима
- Попрадська культурна осінь
- Попрадська культурна весна
- Попрадське культурне літо

### Церкви
В Попраді знаходиться багато храмів — 8 римо-католицьких костелів, 5 протестантських костелів, 1 греко-католицька церква, 1 православна церква, 1 костел баптистів. Найвизначніші з них:
- римо-католицький костел св. Егідія
- римо-католицький костел св. Юрія
- протестантський костел св. Трійці
- римо-католицький костел св. Кирила і Мефодія

## Економіка
Попрад є важливим туристичним центром і брамою у Високі Татри. У місті та околиці знаходиться кілька заводів:
- Татравагонка — виробництво (товарних) вагонів
- Татракон — консервний завод
- Татрамат — виробництво електроприладів
- Whirlpool — виробництво пральних машин
- Балярнє Обходу Попрад (словац. Baliarne obchodu POPRAD) — упакування кави, чаю, сушених фруктів.

## Транспорт
Попрад є важливим транспортним вузлом. Автовокзал та Залізничний вокзал розташовані поруч, швидкісні поїзди (категорія IC — InterCity) дозволяють за кілька годин добратися до м. Кошиці, Жиліна, Братислава. Автобусні маршрути представлені передусім у Пряшів, Банську Бисрицю, Жиліну. Туризм допомагає розвивати і міжнародний аеропорт Попрад-Татри, звідки здійснюють регулярні рейси а також чартерні рейси (передусім з Росії, України, Естонії та Німеччини).

## Спорт
- хокейний клуб ХК Попрад виступає в Словацькій Екстралізі (AquaCity Hockey Aréna)
- баскетбольний клуб- жіноча команда виступає у найвищій лізі (viacúčelová hala «Aréna Poprad»)
- футбольний клуб ФК Попрад виступає у ІІ. словацькій футбольній лізі
- плавання в плавально-розважальному комплексі «aquapark AquaCity Poprad» — найвідвідуваніший атракціон у Словаччині (900.000 відвідувачів за рік), 50 м басейн, басейни з термальною водою
- лижні спорти.

## Освіта
У місті працює 16 дитсадків, 12 початкових шкіл, 13 середніх шкіл, у тому числі 4 гімназії. В Попраді розташовані філії 4 факультетів 3 словацьких університетів:
- Економічний факультет Університету Матея Бела в Банській Бистриці;
- Педагогічний факультет Католицького Університету в Ружомберку;
- Факультет охорони здоров'я Католицького Університету в Ружомберку;
- Факультет архітектури Словацького Технічного Університету в Братиславі.

## Населення
| Рік:            | 1994.  | 2004.   | 2014.   | 2024.   |
| --------------- | ------ | ------- | ------- | ------- |
| Кількість осіб: | 54 803 | 55 404  | 52 316  | 48 352  |
| Різниця:        |        | +1,09 % | -5,57 % | -7,57 % |

| Рік:            | 2023.  | 2024.   |
| --------------- | ------ | ------- |
| Кількість осіб: | 48 741 | 48 352  |
| Різниця:        |        | -0,79 % |

У місті проживає 54.621 чол.
Національний склад населення (за даними останнього перепису населення — 2001 року):
- словаки — 94,14 %
- цигани (роми) — 2,09 %
- чехи — 1,00 %
- угорці — 0,23 %
- німці — 0,21 %
- русини — 0,14 %
- українці — 0,13 %
- поляки — 0,12 %
- моравани — 0,06 %

Склад населення за приналежністю до релігії станом на 2001 рік:
- римо-католики — 65,90 %,
- протестанти (еванєлики) — 7,31 %,
- греко-католики — 3,73 %,
- православні — 0,80 %,
- гусити — 0,04 %,
- не вважають себе віруючими або не належать до жодної вищезгаданої церкви — 21,06 %

### Видатні постаті
- Юліус Шуплер — хокейний тренер
- Петер Бондра — колишній словацький хокеїст і гравець НХЛ, забив вирішальну шайбу у фінальному поєдинку на Чемпіонаті світу у Швеції в 2002 р. де збірна команда Словаччини здобула золоту медаль
- Рудолф Хмел — словацький політик.

### Уродженці
- Андрей Кіска (* 1963) — Президент Словаччини з 2014 по 2019.
- Мирослав Лайчак (* 1963) — міністр закордонних справ Словаччини.
- Борис Прокопич (* 1988) — австрійський футболіст словацького походження.

## Міста-побратими
- Усті-над-Орлиццю, Чехія
- Закопане, Польща
- Високі Татри (місто)|Високі Татри, Словаччина
- Сарваш, Угорщина
- Звейндрехт, Нідерланди
- Оміш, Хорватія
- Тайань, КНР